# Mytilicola fimbriatus
Mytilicola fimbriatus is een eenoogkreeftjessoort uit de familie van de Mytilicolidae. De wetenschappelijke naam van de soort is voor het eerst geldig gepubliceerd in 1970 door Humes & Ho.